# Loupiac (Tarn)
Loupiac (okzitanisch Lopiac) ist eine französische Gemeinde im Département Tarn in der Region Okzitanien mit 448 Einwohnern (Stand: 1. Januar 2022). Sie liegt im Arrondissement Albi und ist Mitglied im Gemeindeverband Gaillac Graulhet Agglomération. Die Einwohner werden Loupiacois und Loupiacoises genannt.

## Geografie
Loupiac liegt in der Région naturelle Gaillacois etwa 31 Kilometer westsüdwestlich von Albi und etwa 38 Kilometer nordöstlich von Toulouse. Der Tarn begrenzt die Gemeinde im Norden. Das Gebiet der Gemeinde wird außerdem vom Rieu Vergnet, dem Bach Avignon, dem Bach Parisot und verschiedenen anderen kleinen Wasserläufen entwässert.
Umgeben wird Loupiac von den Nachbargemeinden Rabastens im Nordwesten und Norden, Lisle-sur-Tarn im Nordosten, Montans im Osten, Parisot im Südosten und Süden sowie Coufouleux im Südwesten und Westen.
Die Autoroute A68 begrenzt die Gemeinde im Süden.

## Bevölkerungsentwicklung
| 1962                       | 1968 | 1975 | 1982 | 1990 | 1999 | 2006 | 2018 |
| -------------------------- | ---- | ---- | ---- | ---- | ---- | ---- | ---- |
| 262                        | 235  | 208  | 219  | 239  | 270  | 322  | 414  |
| Quellen: Cassini und INSEE |      |      |      |      |      |      |      |

## Sehenswürdigkeiten
- Kirche Saint-Laurent aus dem 19. Jahrhundert